# 創元SF文庫
創元SF文庫（そうげんエスエフぶんこ）は、株式会社東京創元社が刊行する文庫のSF叢書。日本最古の現存するSF文庫レーベルである。これまでに800冊近い数の文庫（主に海外SF作品）を刊行している。

## 歴史
1963年9月創刊。第一弾はフレドリック・ブラウンの短編集『未来世界から来た男』。1959年から刊行されていた創元推理文庫の「SF部門」として始まり、1991年11月に現行の「創元SF文庫」に改称し、独立した叢書となった。この年、東京創元社刊行の文庫が、それまで著者別に付けられた番号（601番以降が与えられていた）で分類されていたのを、他社と同様に著者名の五十音別で分類するよう変更されたことに伴うもの。この際、それまで作品別に付けられていた背色・背文字表記（題名、作者名等）の色も、すべて藤色の背と黒字に統一された。
2007年2月からは、日本作家のSF作品も刊行している。第1回配本は田中芳樹『銀河英雄伝説』と堀晃『バビロニア・ウェーブ』。2008年～2019年には大森望、日下三蔵共編による《年刊日本SF傑作選》を刊行した。また、この《年刊日本SF傑作選》の関連企画として2009年に創元SF短編賞を創設した。
2023年12月に初の公式ガイドブック『創元SF文庫総解説』（東京創元社編集部・編）が刊行（なお2010年刊行の『東京創元社文庫解説総目録』でも、SF部門について高橋良平らによる解説がされていた）。ISBN 4488003990 同書は第55回（2023年）星雲賞ノンフィクション部門を受賞した。

## 収録作品の移動
「創元SF文庫」への改称に伴って、それまで「SF部門」で刊行されていた作品の一部が「創元推理文庫F」（それまでの「怪奇と冒険部門」ないし「帆船マーク」）に移動した。
- コリン・ウィルソン『賢者の石』
- フリッツ・ライバー《ファファード&グレイ・マウザー》シリーズ（最初の3巻）
- マイケル・ムアコック《ルーンの杖秘録》（全4巻）、《ブラス城年代記》（全3巻）

また、ジュール・ヴェルヌ作品は、「推理文庫F」と「SF」にまたがって刊行されていたが、「創元SF文庫」に統一された。

## 代表的な刊行作品
創元SF文庫を代表する刊行作品に、以下のものがある（2009年の「読者投票によるベスト20」より）。
- ジェイムズ・P・ホーガン『星を継ぐもの』
- エドガー・ライス・バローズ《火星》シリーズ
- E・E・スミス『銀河パトロール隊』（《レンズマン》シリーズ）
- アン・マキャフリー『歌う船』
- ロイス・マクマスター・ビジョルド《ヴォルコシガン・サガ》シリーズ
- ロバート・A・ハインライン『異星の客』
- アーサー・C・クラーク『地球幼年期の終わり』
- アイザック・アシモフ『銀河帝国の興亡』
- J・G・バラード『結晶世界』
- レイ・ブラッドベリ『十月はたそがれの国』
- アイザック・アシモフ『わたしはロボット』
- ネヴィル・シュート『渚にて』
- 田中芳樹《銀河英雄伝説》
- ポール・アンダースン『タウ・ゼロ』
- エドモンド・ハミルトン《スター・キング・シリーズ》
- アルフレッド・ベスター『分解された男』
- A・E・ヴァン・ヴォークト『宇宙船ビーグル号の冒険』
- E・C・タブ《デュマレスト・サーガ》
- フィリップ・K・ディック『暗闇のスキャナー』
- エドモンド・ハミルトン《キャプテン・フューチャー全集》
- フレドリック・ブラウン編　『SFカーニバル』（アンソロジー、マック・レナルズと共編）
- レイ・ブラッドベリ『何かが道をやってくる』